# Демчина Оксана Ігорівна
Окса́на І́горівна Демчи́на (13 січня 1976 — 26 жовтня 2018) — поетеса з містечка Соснівка, що на Львівщині.
Видала три збірки віршів: «В серці моїм і любов, і печаль», «Едельвейс», «Подаруй мені крила». Також її вірші друкувалися в газетах «Повір у себе», «Промінь», «Новини Прибужжя», утосівському журналі «Заклик» та в колективних збірках «Радій життю», «У полоні звуків, слів і фарб» та «Мить поезії чудова».

## Біографія
Оксана Демчина народилися у містечку Соснівка поблизу Червонограда. З раннього дитинства цікавилася поезією. Любила лірику, елегії, балади, народну пісню. Захоплювалася творами Тараса Шевченка, Лесі Українки, Адама Міцкевича, Данте, Вільяма Шекспіра, залюбки вивчала напам'ять вірші і казки Олександра Пушкіна. Почала писати вірші ще навчаючись у школі. Коли Оксані було 10 років, вона написала пісню і поклала її на музику.
У 5 класі дівчина отримала травму хребта, яка дала ускладнення. Оксана почала втрачати слух і зір. Спочатку навчалася у Загорській школі-інтернаті для сліпоглухонімих дітей (єдиній на той час), що в Московській області РФ. Там вона швидко опанувала азбуку рук — дактильно-контактну мову, навчилася читати книги за системою Луїса Брайля. У 14 років переїхала до Львова, де продовжила навчання у школі № 100 для незрячих дітей. Коли Оксана прийшла до школи, то ще мала залишковий слух і зір, тож пояснювати їй матеріал доводилося голосно розмовляючи. Однак вже незабаром вона повістю їх втратила. Попри це дівчина була надзвичайно старанною ученицею й закінчила навчання майже на відмінно.

Незважаючи на всі труднощі, які випали на її долю, Оксана продовжувала творити. Спочатку вона набирала вірші на спеціальній машинці шрифтом Брайля, а згодом власноруч передруковувала їх на звичайній друкарці. Усю свою поезію Оксана знала напам'ять. Та література не була єдиним захопленням дівчини. Вона обожнювала музику. Оксана чудово грала на фортепіано, хоча нічого не чула й не бачила. Просто виконувала ті мелодії, які чула в дитинстві, доки не втратила слух.
Щоб відновити хоча би зір, були потрібні чималі гроші, яких у родини поетеси не було. Тому все своє життя Оксана прожила в боротьбі з недугою і з надією на диво.
Померла поетеса 26 жовтня 2018 року в рідному містечку.

## Творчий шлях
Оксана почала писати вірші ще в ранньому дитинстві. Уперше вони були опубліковані в утосівському альманасі «Нащадки кобзарів», укладачем і редактором котрого був М.Карасюк — член спілки письменників України й колишній керівник Львівської первинки. Він попросив надіслати ще кілька поетичних творів для нового номера альманаху і паралельно взяв у дівчини інтерв'ю для газети «Повір у себе». Йому сподобалися вірші, тому він захотів надрукувати поетичну збірку Оксаниних творів. Та цьому не судилося статися, оскільки незадовго по тому М.Карасюк помер.
Перша збірка поетеси під назвою «В серці моїм і любов, і печаль» вийшла друком у 2005 році. Вона вмістила понад 70 віршів. Від глибокого аналізу давніх історичних подій до трепетних сонетів, від захоплення Львовом до ніжної лірики, від ностальгічного ретро до модерну — це все можна знайти у цій збірці.
Друга збірка поезій під назвою «Едельвейс» побачила світ у 2008 році. Сюди вміщено понад 100 віршів. Поезія поетеси відрізняється різноманітністю української мови, тонким психологізмом, глибиною людських почуттів і величезною любов'ю до рідної землі та її природи. Деякі вірші з цієї збірки було покладено на музику.
Третя збірка Оксани Демчини має назву «Подаруй мені крила». Вона була надрукована у 2012 році і містить більше 100 поетичних творів. Ці вірші багаті на метафори, завдяки яким авторка хоче, щоб її почули люди, які мають слух і зір. Вірші написані на основі спогадів дитинства та завдяки творчій уяві поетеси.
Поетеса продовжувала писати вірші і планувала видати четверту збірку, але не судилося.
Редактором всіх трьох поетичних збірок була Надія Заблоцька — поетеса та близька подруга Оксани.

## Публікації
1. Демчина О. І. Зелене плетиво думок//Соснівка і ми, лютий 2005.
2. Демчина О. І. В серці моїм і любов, і печаль. — К.: Червоноградська міська друкарня, 2005. — 60 с.
3. Демчина О. І. Ще раз про спілкування//Соснівка і ми, червень 2005. — с.13
4. Демчина О. І. Промінь надії//Соснівка і ми, листопад 2006. — с.5
5. Демчина О. І. Едельвейс. — К.: Червоноградська міська друкарня, 2008. — 103 с.
6. Демчина О. І. Осінній етюд//Соснівка і ми, вересень 2008. — с.5
7. Демчина О. І. Горджуся своєю мамою//Соснівка і ми, квітень 2010. — с.11
8. Демчина О. І. Подаруй мені крила. — К.: ВФ Афіша, 2012. — 127 с.[1]